# Pięciopaństwowy Rezerwat Biosfery Mura-Drawa-Dunaj
Pięciopaństwowy Rezerwat Biosfery Mura-Drawa-Dunaj – rezerwat biosfery UNESCO utworzony 15 września 2021 roku, znajdujący się w Europie Środkowej na terenie Austrii, Chorwacji, Serbii, Słowenii i Węgier. Obejmuje naturalny system rzeczny Dunaju i jego dopływów: Mury i Drawy, nazywany „Europejską Amazonią” lub „Amazonią Europy”. Jest to pierwszy na świecie rezerwat biosfery, który znajduje się na terytorium pięciu różnych państw.
Nazwa rezerwatu w językach państw, na terenie których się znajduje:
- w języku niemieckim – Fünf-Länder Biosphärenpark Mur-Drau-Donau,
- w języku chorwackim – Petodržavni rezervat biosfere Mura-Drava-Dunav,
- w języku serbskim – Petodržavni rezervat biosfere Mura-Drava-Dunav,
- w języku słoweńskim – Petdržavni biosferni rezervat Mura-Drava-Donava,
- w języku węgierskim – Ötoldalú Mura-Dráva-Duna Bioszféra-rezervátum.

## Historia

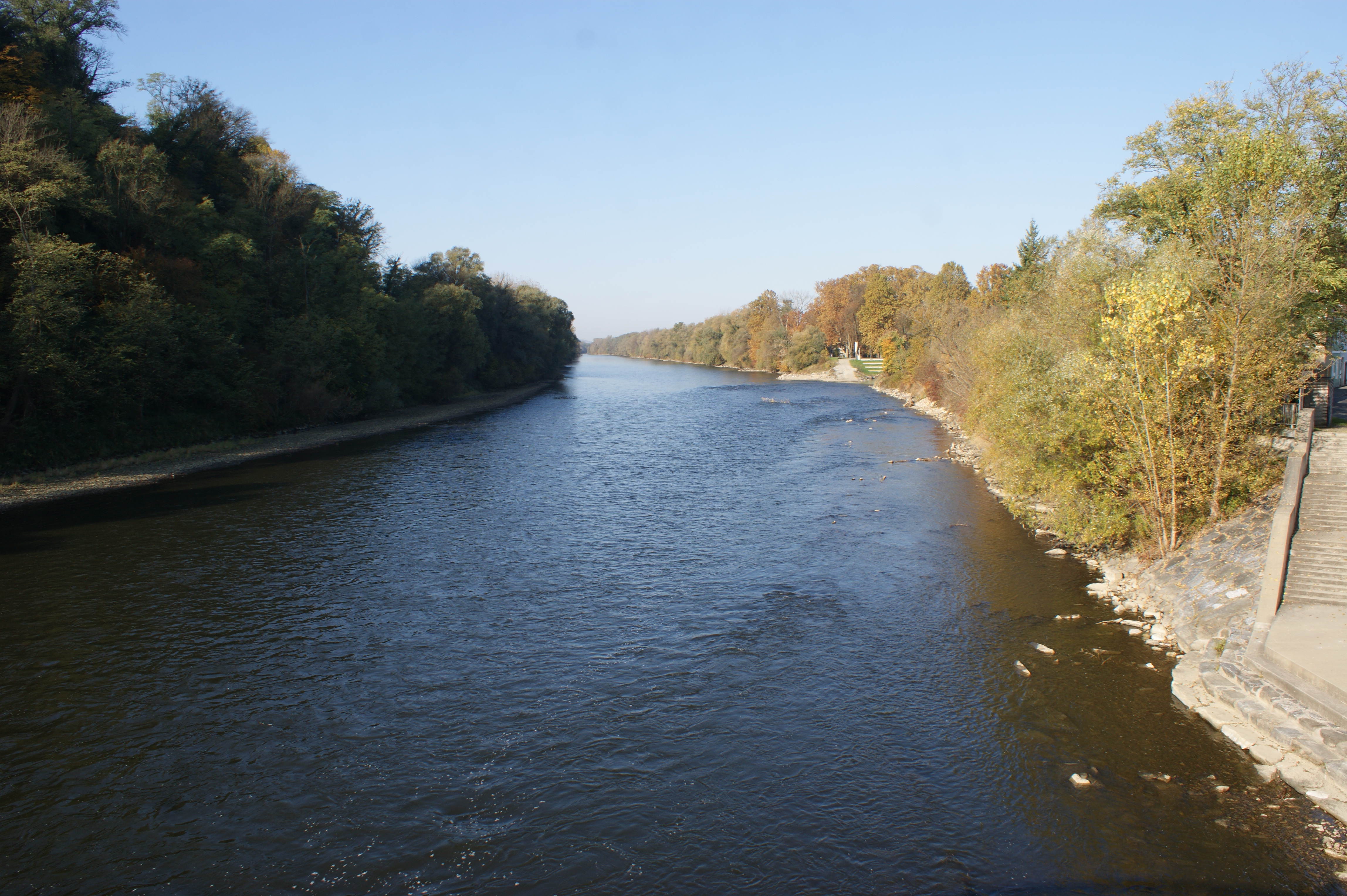
Mura na granicy austriacko-słoweńskiej (2020)

Kampanie działaczy społecznych oraz organizacji pozarządowych (lokalnych oraz międzynarodowych, takich jak WWF czy EuroNatur) na rzecz ochrony przyrody i krajobrazu Mury, Drawy i Dunaju w ramach transgranicznego rezerwatu biosfery obejmującego pięć krajów rozpoczęły się już w latach 90. XX wieku. W kolejnym dziesięcioleciu rządy państw, na terenie których znajduje się obecny rezerwat, podejmowały współpracę w tym zakresie – w 2009 roku pierwsze porozumienie zawarły Chorwacja i Węgry, a w 2011 roku dołączyły do niego Serbia, Słowenia i Austria. Od 2013 roku w ramach promocji inicjatywy 14 lipca obchodzony jest „Dzień Europejskiej Amazonii”. W następnych latach utworzono sieć 13 obszarów chronionych, które włączono do czterech rezerwatów biosfery wyznaczonych przez UNESCO:
- Transgraniczny Rezerwat Biosfery Mura-Drawa-Dunaj (Chorwacja i Węgry, 2012),
- Rezerwat Biosfery Bačko Podunavlje (Serbia, 2017),
- Rezerwat Biosfery Rzeka Mura (Słowenia, 2018),
- Rezerwat Biosfery Doliny Dolnej Mury (Austria, 2019)[12].

W 2021 roku te cztery rezerwaty połączono w jeden – Pięciopaństwowy Rezerwat Biosfery Mura-Drawa-Dunaj. 

## Charakterystyka
Pięciopaństwowy Rezerwat Biosfery Mura-Drawa-Dunaj zajmuje obszar 931 820 ha (w tym 500 ha strefy rdzeniowej, 32 739 ha otuliny i 874 043 ha strefy przejściowej) i rozciąga się w 700-kilometrowym pasie wzdłuż dolnych biegów Mury i Drawy oraz odcinka Dunaju, obejmującym terytoria Austrii, Słowenii, Chorwacji, Węgier i Serbii. Jest największym chronionym terenem rzecznym w Europie. Obszar ten w 2021 roku zamieszkiwało ok. 900 000 ludzi, na których życie rzeki te mają wielki wpływ.

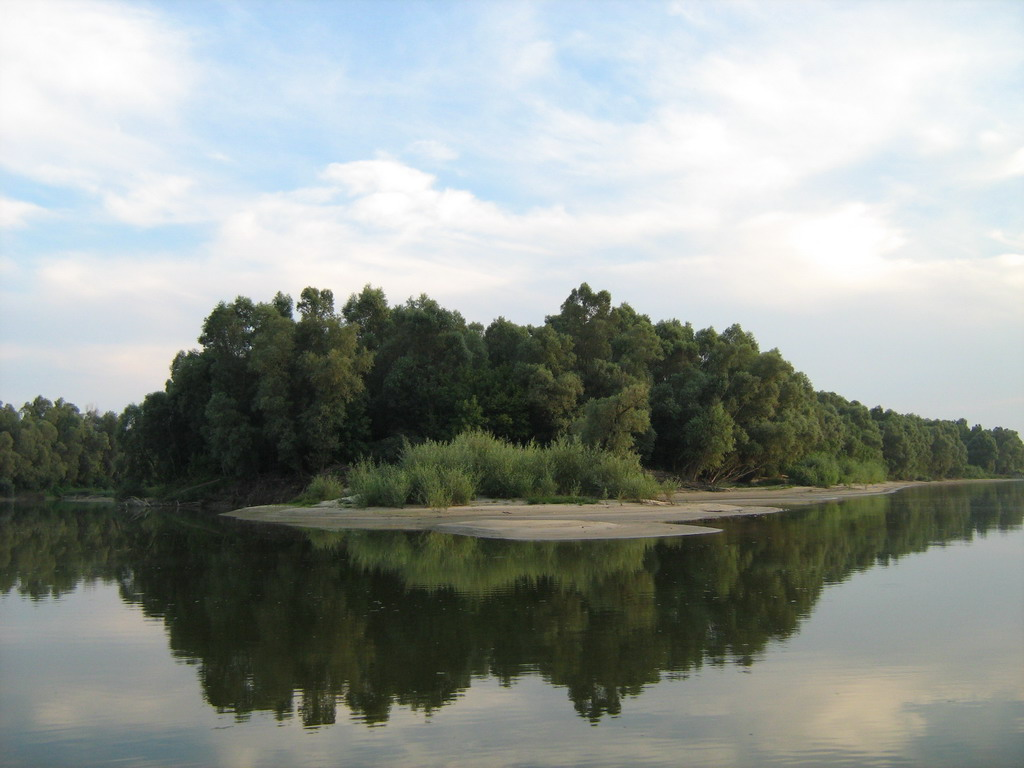
Specjalny rezerwaty przyrody Specjalny rezerwat przyrody Gornje Podunavlje w Serbii (2007)

Obszar rezerwatu obejmuje przede wszystkim tereny rzeczne i zalewowe, wzdłuż których znajdują się zróżnicowane siedliska, takie jak rozległe lasy łęgowe, piaszczysto-żwirowe ławice, liczne odnogi rzeczne i starorzecza. Są one miejscem największego w kontynentalnej Europie zagęszczenia par lęgowych bielików, swoje lęgowiska mają tutaj także inne zagrożone gatunki ptaków, takie jak bocian czarny, perkozy czy rybitwa białoczelna. Co roku ponad 250 000 osobników wędrownego ptactwa wodnego żeruje i odpoczywa nad tymi trzema rzekami. Występują tu również populacje zagrożonych bobrów, wydr, suma czy krytycznie zagrożonych jesiotrów.
Strefa wpływów rzek rozciąga się również z dala od ich koryt. Charakteryzuje się mozaiką gruntów uprawnych i przestrzeni wiejskich oraz małych stawów, bagien i oczek wodnych
Rezerwat składa się z 13 obszarów chronionych, do których należą m.in. Park Narodowy Dunaj-Drawa na Węgrzech, park przyrody Kopački Rit w Chorwacji, specjalne rezerwaty przyrody Gornje Podunavlje i Karađorđevo oraz park przyrody Tikvara w Serbii oraz inne, należące do sieci Natura 2000, obszary znajdujące się w Austrii, Słowenii, Chorwacji i na Węgrzech.
Do funkcji rezerwatu należy utrzymanie unikatowych ekosystemów, zachęcanie do edukacji, badań naukowych i monitoringu środowiska oraz zrównoważony rozwój regionalnych uwarunkowań społeczno-gospodarczych.

## Galeria

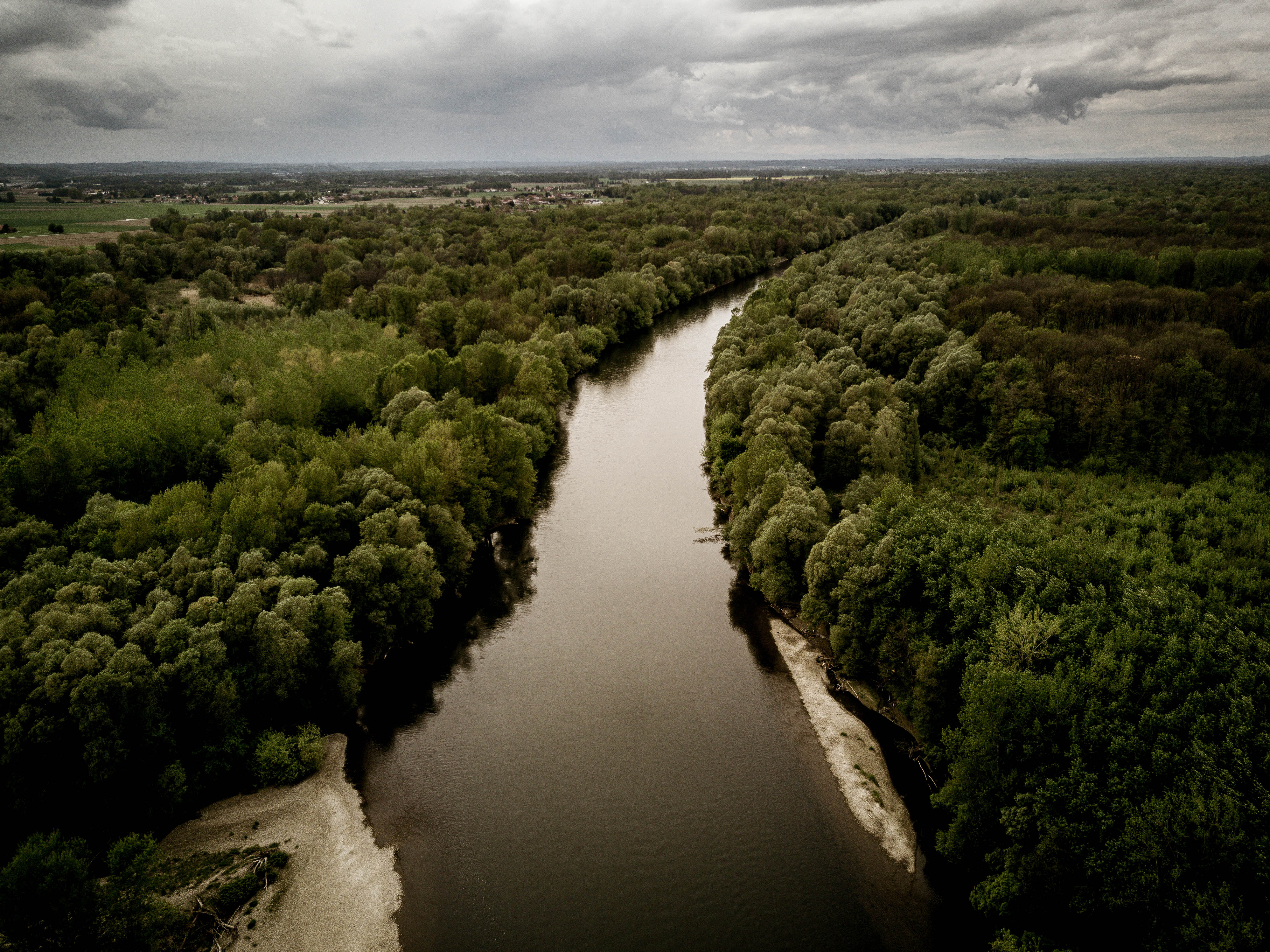
Mura koło miasta Gornja Bistrica w Słowenii (2017)
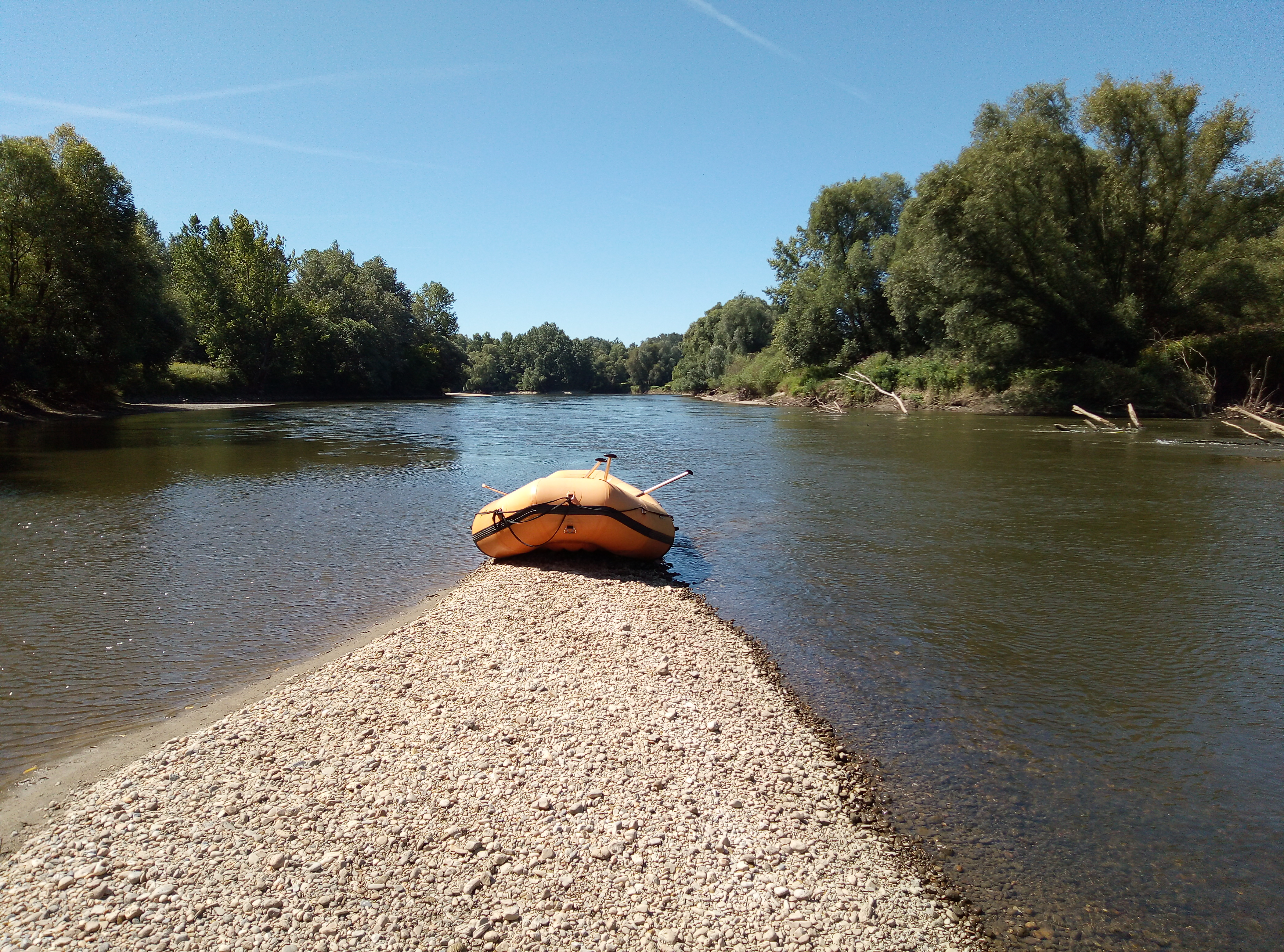
Mura w Murakeresztúr(inne języki) na Węgrzech (2019)
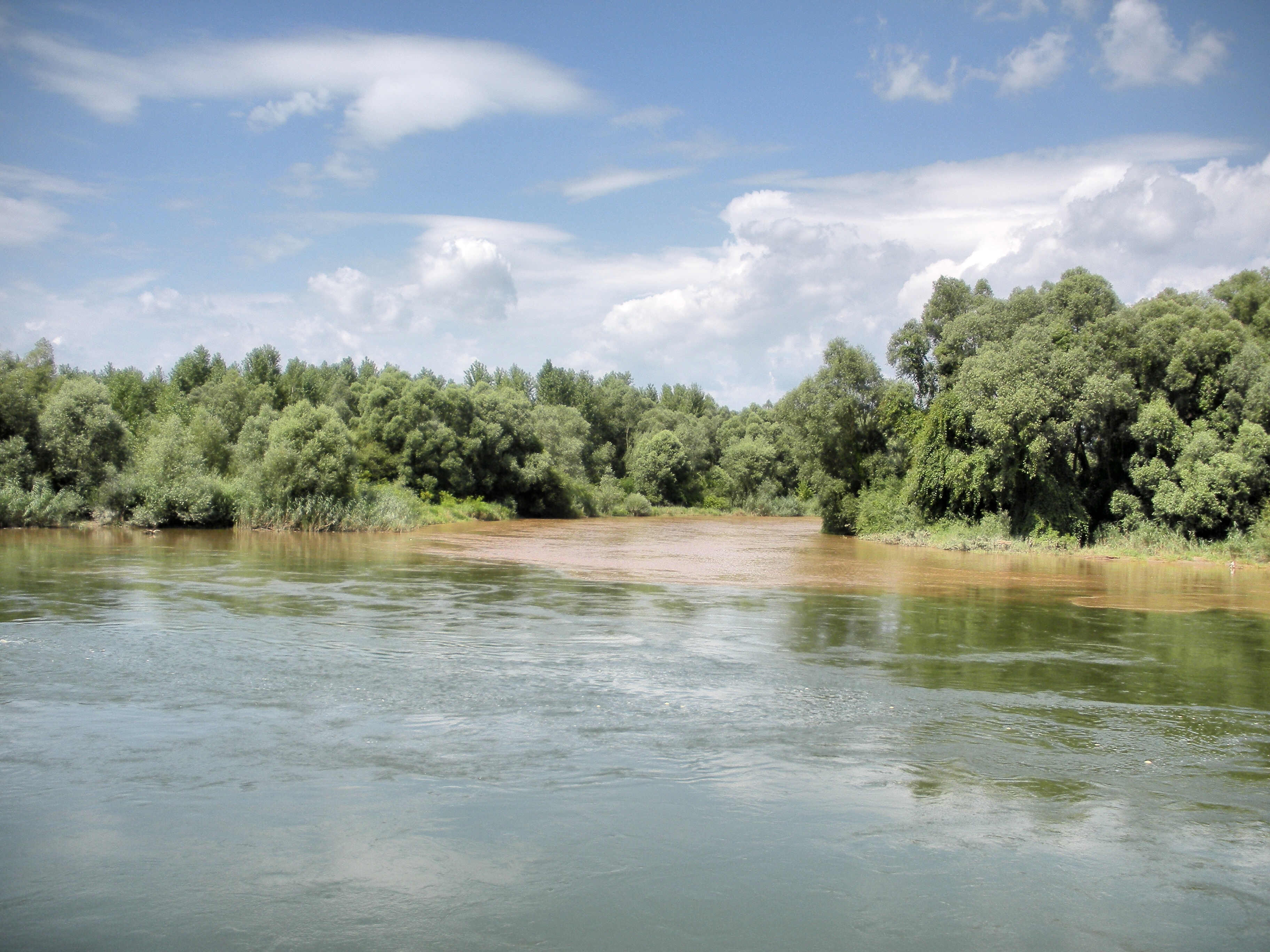
Ujście Mury do Drawy koło Legradu w Chorwacji (2009)
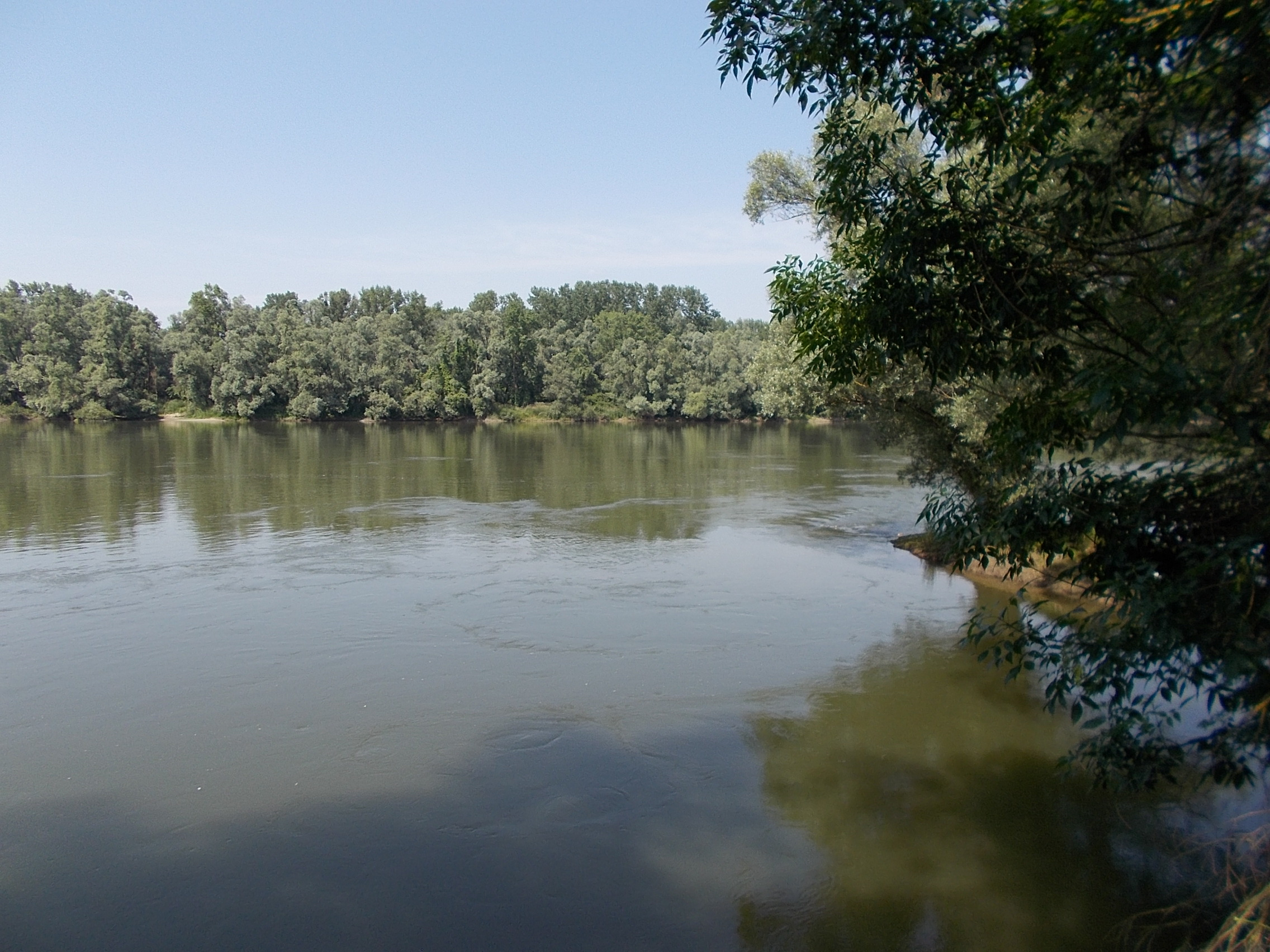
Drawa koło miasta Donji Miholjac w Chorwacji (2016)
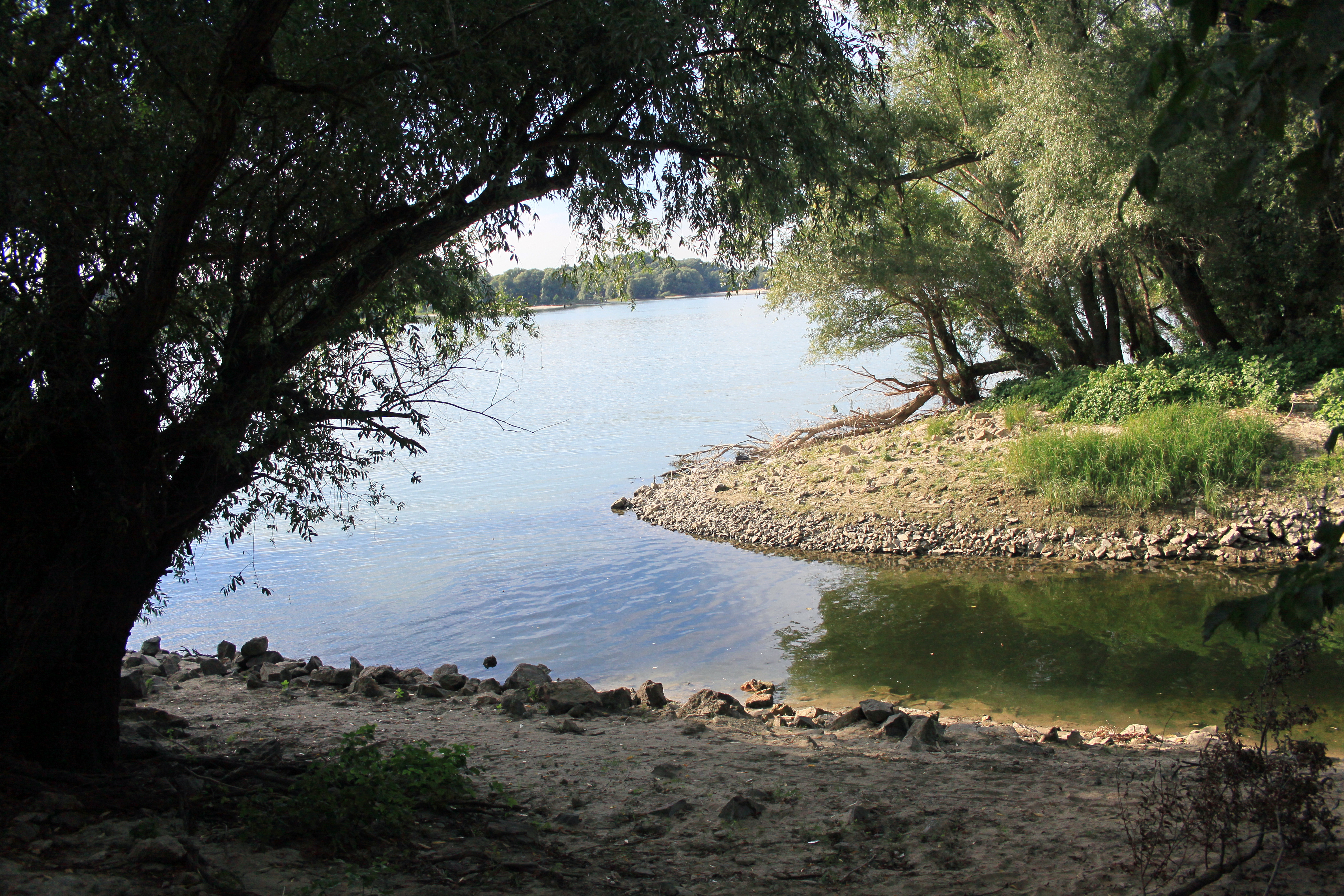
Dunaj wraz z jedną z odnóg koło miasta Baja na Węgrzech (2013)
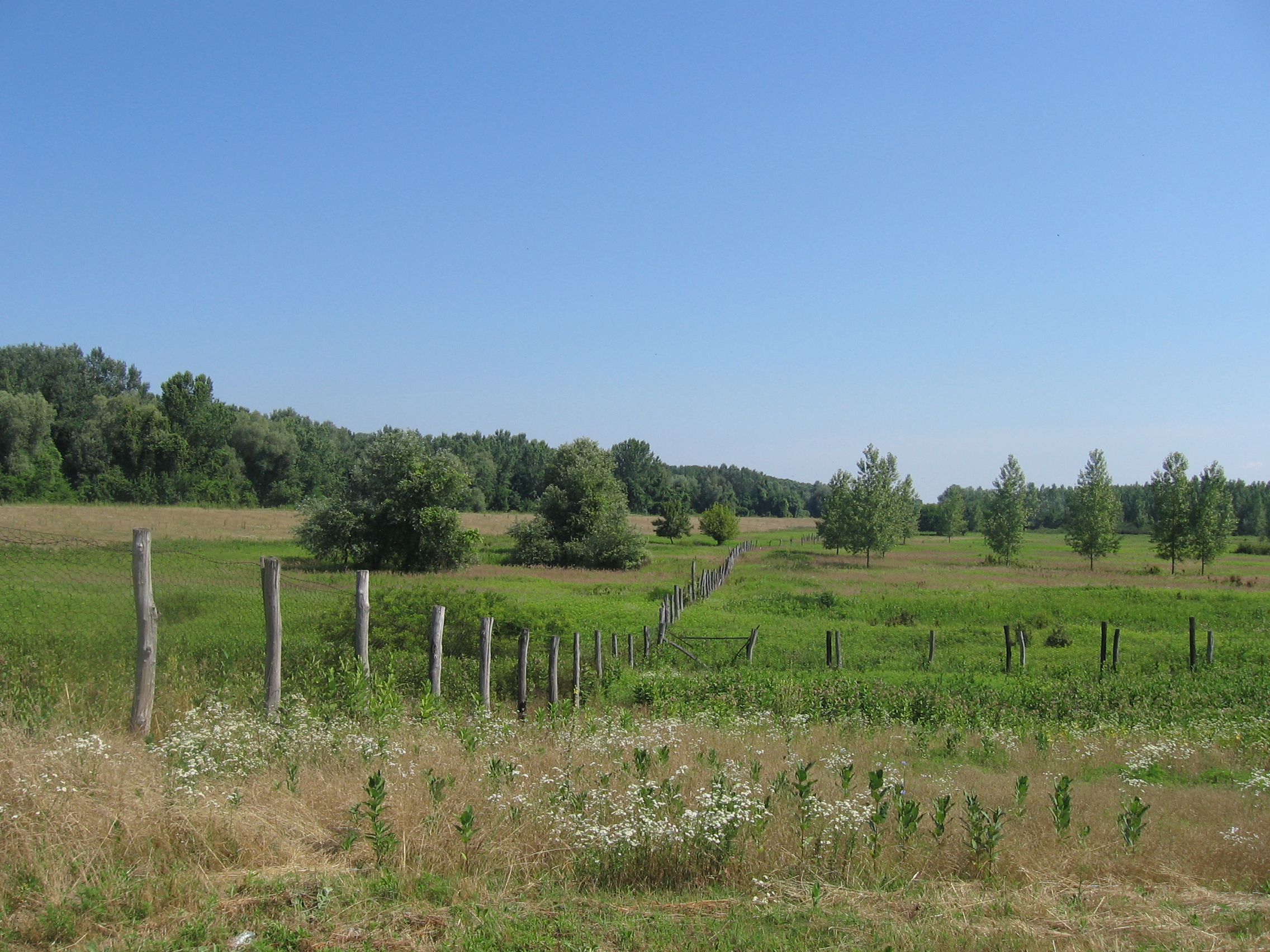
Specjalny rezerwaty przyrody Karađorđevo(inne języki) w Serbii (2011)